# Rauchwaren-Großhandels-Kaufmann

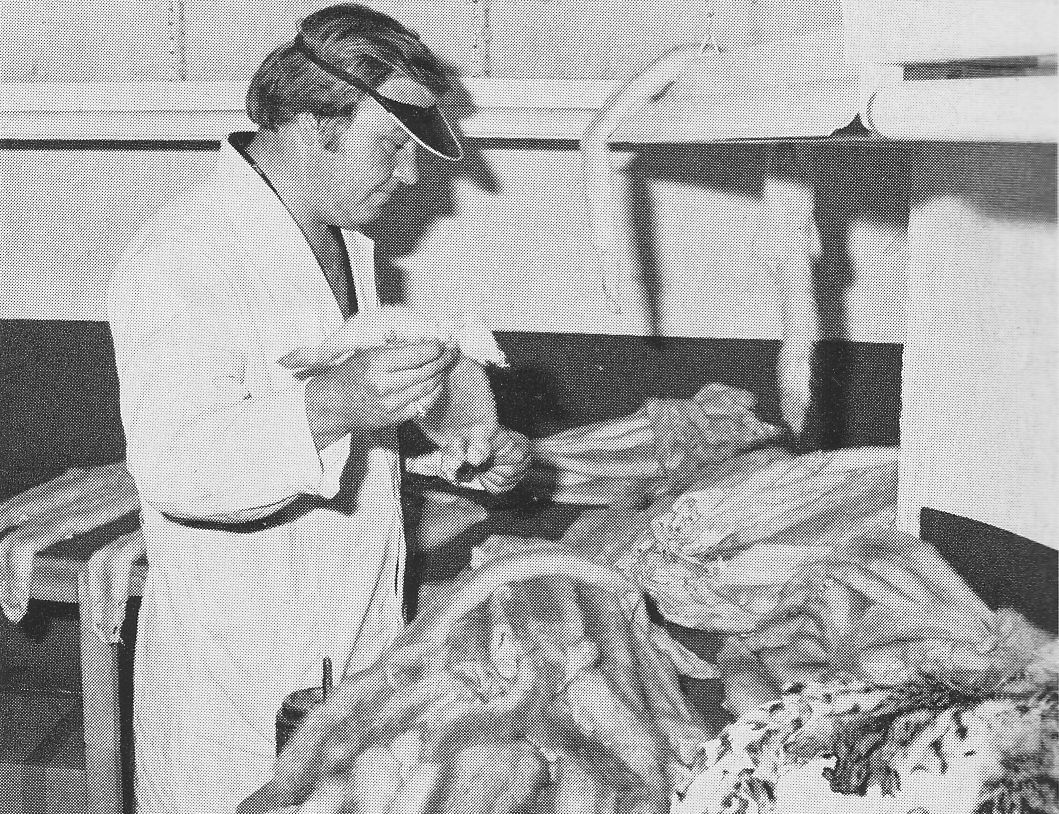
Rauchwarenhändler beim Sortieren von Nerzfellen zu Kürschnersortimenten

Der Rauchwaren-Großhandels-Kaufmann, österreichisch Rauwaren-Großhandels-Kaufmann, umgangssprachlich kurz Rauchwarenhändler, ist ein Beruf der Pelzbranche. Er handelt mit rohen und zugerichteten (gegerbten) Fellen. Aufgrund seiner Warenkenntnisse kann er auch als Pelzgroßhändler in der Pelzgroßkonfektion tätig sein.
Rauchwaren, österreichisch auch Rauwaren, sind zugerichtete gegerbte, noch nicht zu Pelz verarbeitete Tierfelle. Sie sind Gegenstand eines weltweiten Handels, im allgemeinen Sprachgebrauch auch Pelzhandel genannt.
Der Schwerpunkt des deutschen Rauchwarenhandels liegt im Raum Frankfurt am Main. Das Pelzhandelszentrum Niddastraße, in der Nähe des Frankfurter Hauptbahnhofs, war nach dem Zweiten Weltkrieg (1939–1945) für einige Jahrzehnte der Welt bedeutendster Umschlagplatz für Rauchwaren und Pelze, die Bundesrepublik das Hauptverbrauchsland für Pelze. Es stand damit in der Nachfolge des Leipziger Brühl, der bis zur Verfolgung der jüdischen Bevölkerung zum Beginn der nationalsozialistischen Herrschaft (1933) die gleiche Bedeutung besaß.

## Geschichte
Der genaue Zeitpunkt des Auftretens des Rauchwaren-Großhandels-Kaufmanns, als ein nur Felle handelnder Fachmann, ist schwer zu bestimmen. Fremdländische Felle wurden von auch mit anderen Artikeln handelnden Kaufleuten oder Gesellschaften, wie zum Beispiel der mittelalterlichen Hanse, importiert. In den europäischen Ländern waren es einzelne Kürschner, die sich in zunehmendem Maß neben ihrem Handwerk dem lukrativeren Aufkaufen und dem Weiterverkauf einheimischer Felle widmeten. 
Der Hauptlieferant hochwertiger Felle war anfangs Russland. Mit der Erschließung Amerikas, vorangetrieben vor allem durch den Pelzhandel in Nordamerika, begann die Gründung von Pelzauktions- und Pelzhandelsgesellschaften sowie Rauchwaren-Großhandelsfirmen, vor allem von Amerika und London ausgehend. Es bildeten sich Haupthandelsplätze für den Rauchwarenhandel, an denen sich Rauchwarenhandelsfirmen und Rauchwaren-Auktionsgesellschaften, teils auf engem Raum, zusammenfanden. Das waren unter anderem Garlick Hill in London, der Fur District in New York, Sankt Petersburg mit dem Auktionshaus Sojuzpushnina, das Pelzhandelszentrum Leipziger Brühl und das Pelzhandelszentrum Niddastraße in Frankfurt am Main, für Erzeugnisse aus Pelzresten noch heute Kastoria in Griechenland. Bis 2024 wurde die größte Fellmenge über die dänische Auktionsgesellschaft Kopenhagen Fur, Kopenhagen abgewickelt. Dort ersteigert wurden sie von den Rauchwaren-Großhandels-Kaufleuten weiter gehandelt oder als Kommissionsaufträge für Kunden erworben, große Pelzproduzenten kauften dort auch direkt ein. Seit Mitte der 2010er Jahre war dies auch ohne persönliche Anwesenheit auf der Auktion durch Online-Gebote möglich.

## Ausbildung in Deutschland

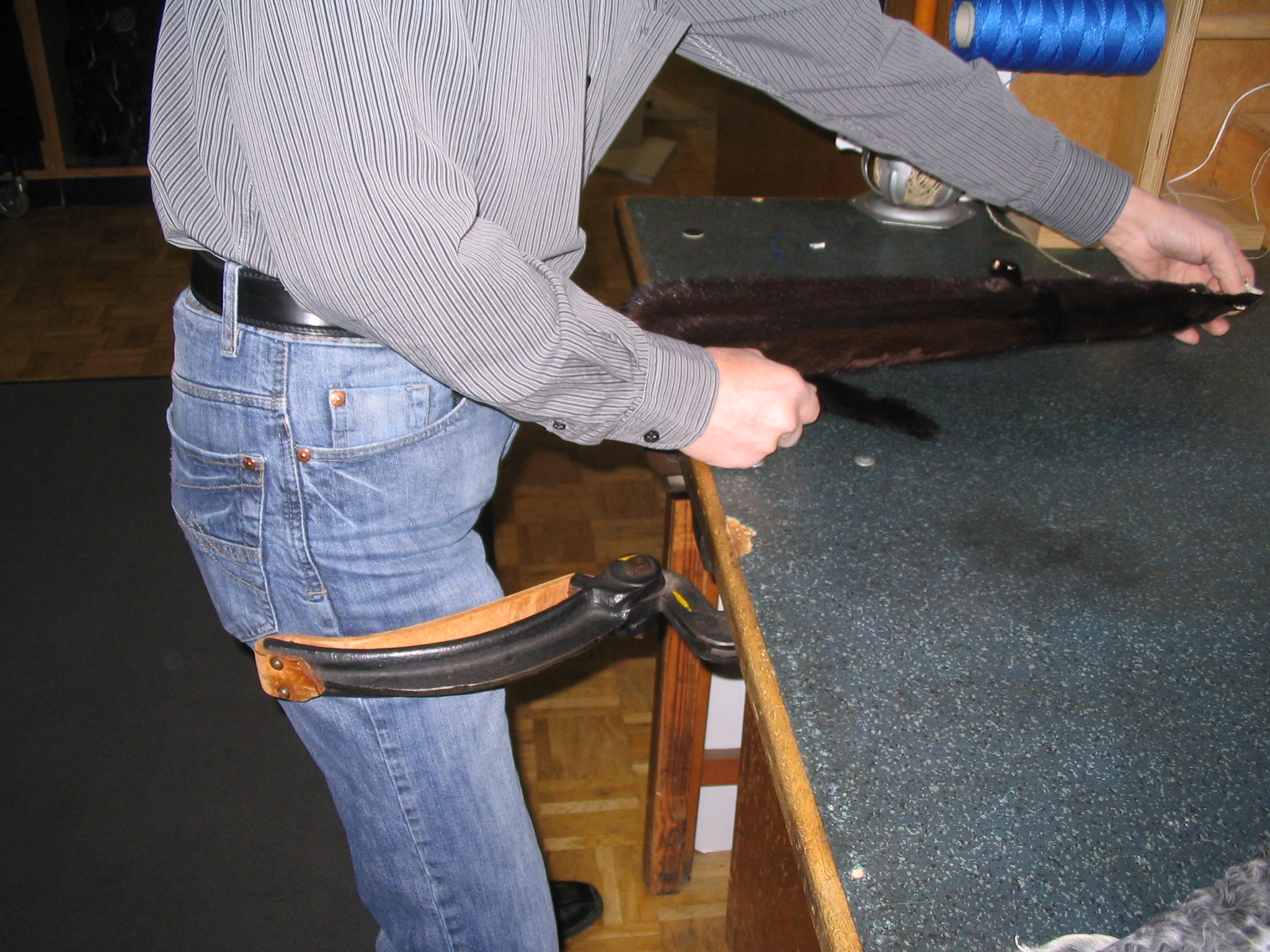
Strecken eines Nerzfells in einer Frankfurter Rauchwarenhandlung

Die Ausbildungszeit zum Rauchwaren-Großhandels-Kaufmann beträgt in der Regel drei Jahre.  Nachfolgend die Lerninhalte, wie sie etwa in den 1970er Jahren formuliert wurden. Einige, nur größere Unternehmen betreffende Punkte, entfallen bei entsprechend kleineren Betrieben, die heute in Deutschland eher vorhanden sind. Der zeitliche Ablauf kann aus betrieblichen oder aus in der Person des Auszubildenden liegenden Gründen geändert werden.

### 1. Ausbildungsjahr
- Einführung

Im ersten Jahr seiner Ausbildung erwirbt der Auszubildende allgemeine Grundkenntnisse, wie die Aufgaben und die Gliederung des Pelz-Groß- und Außenhandels, neben den allgemeinen Kenntnissen über seinen Ausbildungsbetrieb, den Branchenorganisationen usw. Er lernt die Funktion des Pelzgroßhandels zwischen Auktionseinkauf und Kürschner kennen, die Aufgaben des Pelz-Kommissionsgeschäfts und der Pelzveredlung.
- Allgemein kaufmännische Verwaltung

Er wirkt bei einfachen Büroarbeiten, bei der Terminkontrolle und der Warenannahme mit, er kennzeichnet selbständig die Ware und hilft beim Verbuchen. Er erlangt erste Kenntnisse über die Fellarten, über Struktur und Wert der Felle, ihr Herkommen, die Möglichkeiten der Pelzveredlung und die Veränderung vom rohen zum veredelten Fell sowie Grundkenntnisse der Zwischensortimente in der Pelzveredlung. Die Arbeitsabläufe in der Pelzzurichtung erfährt er theoretisch und praktisch in einem Pelzveredlungsbetrieb.
- Warenkenntnisse, Warenannahme, Lagerung und Ausgabe, Einkauf

Weitere spezifisch pelzfachliche, möglichst im ersten Jahr zu vermittelnde Kenntnisse und auszuführende Arbeiten sind neben anderen:

Das Mitwirken bei Schadens- und Verlustmeldungen; Kenntnisse der Organisation des Felllagers; Kenntnisse der Rohwarenlagerung; der Schädlingsbekämpfung in Theorie und Praxis; des Lagerns und Pflegens der veredelten Ware; selbständiges Bearbeiten von Warenbewegungen am Lager und außer Haus; Mithilfe beim Führen der Lagerkartei; Grundkenntnisse der Bereitstellung und Verpackung von Waren; Kenntnisse der Lagerbevorratung; Mitwirkung bei der Ermittlung des Lagerbestands einzelner Artikel (Lagerstatistik) und bei der Inventur; Kenntnisse der Mängelrüge und Kenntnisse der Arbitrage sowie Grundkenntnisse über weitere, im Ausbildungsplan einzeln aufgeführte Handelsbräuche der Branche.

### 2. Ausbildungsjahr
Wesentliche spezifisch fachliche Schwerpunkte der Ausbildung im zweiten Jahr sind:
- Warenkenntnisse

Kenntnisse von Qualitätsmerkmalen; Fellschäden und ihre Ursachen; der warenehrlichen Bezeichnungen (RAL-Bestimmungen); über Fellhandelsplätze und das selbständige Bündeln von Fellen.
- Im Verkauf

Kenntnisse über die Zusammenarbeit von Verkauf, Lager und Versand; über die Zusammenarbeit mit dem Außendienst, den Vertriebsstellen und Handelsvertretern; Grundkenntnisse aller allgemein kaufmännischen Tätigkeiten.
- Expedition

Grundkenntnisse und Kenntnisse der Beförderungs- und Frachtraumarten und aller mit dem Versand zusammenhängender Kosten, Vorschriften, Versicherungen usw.
- Grundkenntnisse und Kenntnisse des Rechnungswesens.[3]

### 3. Ausbildungsjahr
- Rechnungswesen, Buchführung und Steuer, Personalwesen, Datenverarbeitung

Mitwirkung beim Vorbereiten der Abschlussarbeiten; Grundkenntnisse über die Bedeutung und den Aufbau der Bilanz; die Aufgaben der Kostenrechnung; Berechnung der Kostenarten und Kostenstellen als Kalkulationsgrundlage. Kenntnisse der Buchführung; Verbuchen von Geschäftsvorfällen; Grundkenntnisse der Provisionsabrechnung und anderes. Rechtliche und abwicklungstechnische Kenntnisse des Personalwesens und der Lohnabrechnung. Digitale Datenverarbeitung.
- Einkauf, Kalkulation

Mitwirkung beim Einholen, der Auswertung und dem Vergleich von Mustern und Angeboten; Mitwirkung bei den Verhandlungen mit den Lieferanten; beim Verfassen von Schriftwechseln; bei der Warenbestellung; selbständiges Vergleichen von Auftragsbestätigung und Auftrag; selbständige Bearbeitung von Reklamationen und Überwachen der Lieferungen und Anmahnung; Grundkenntnisse vom Stornieren von Bestellungen, Handhabung von Storno und Reduzierung von Bestellungen; Mitwirkung bei der Rechnungsüberprüfung. Selbständiges Aufstellen einer Kalkulation; Kenntnisse der Gewährung von Skonto, Rabatt, Bonus und Courtage.
- Markt und Werbung

Grundkenntnisse der Markterkundung und Marktbeobachtung; der Bedeutung von Messen, Ausstellungen und Börsen; Kenntnisse der Absatzgebiete sowie Saison und Kultureinflüsse; Grundkenntnisse der Werbemöglichkeiten, des Werbeplanes und Werbeetats.
- Warenkenntnisse

Kenntnisse der Rohwarensortimente; von Auktionskatalogen; Sortimentsgestaltung; Mitwirkung beim Erstellen von Pelzhandels- und Kürschnersortimenten und Grundkenntnisse der Verarbeitung von Fellen.

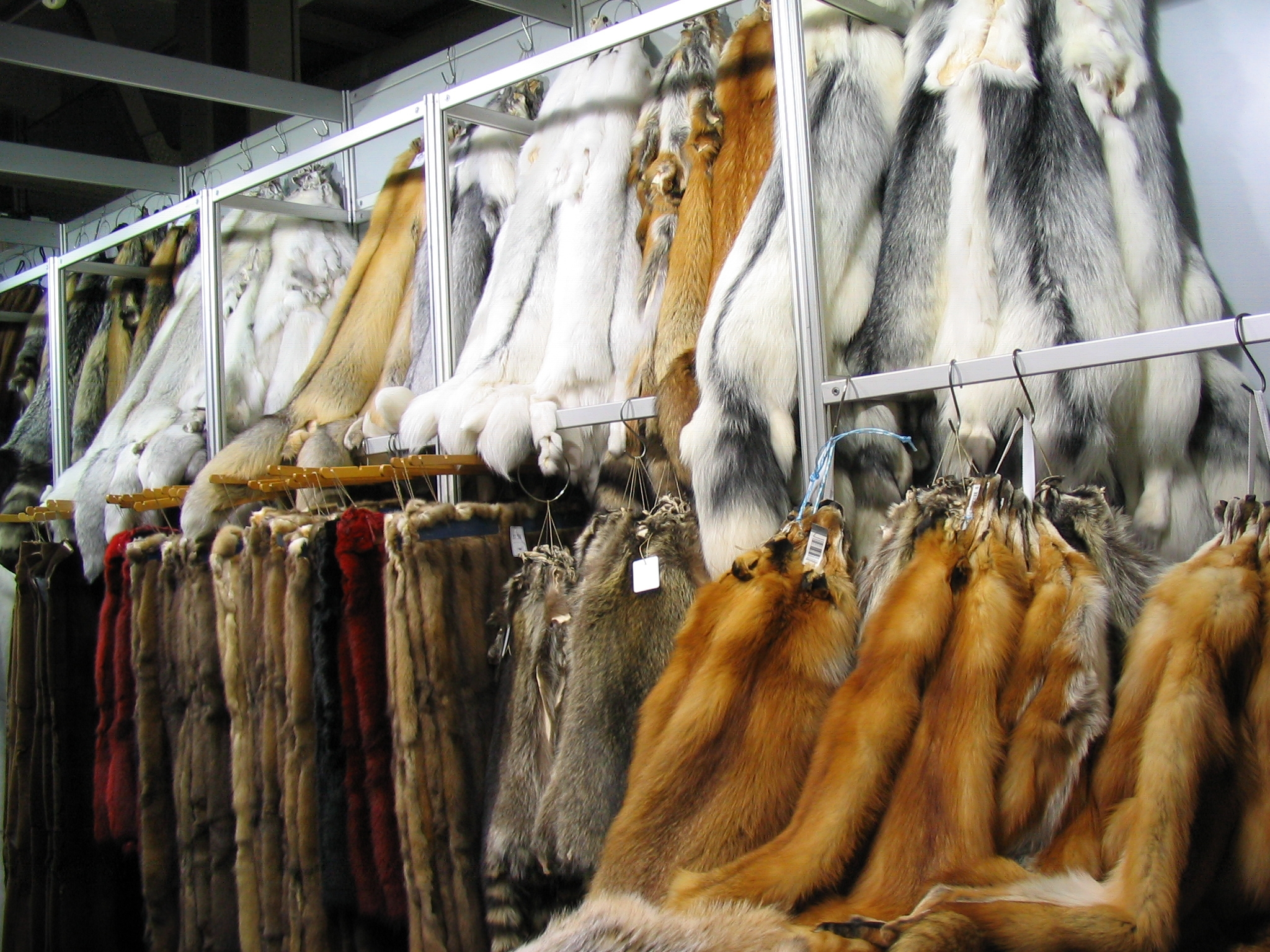
Fuchsfelle bei einem Rauchwarenhändler auf der Mailänder Pelzmesse „Mifur“
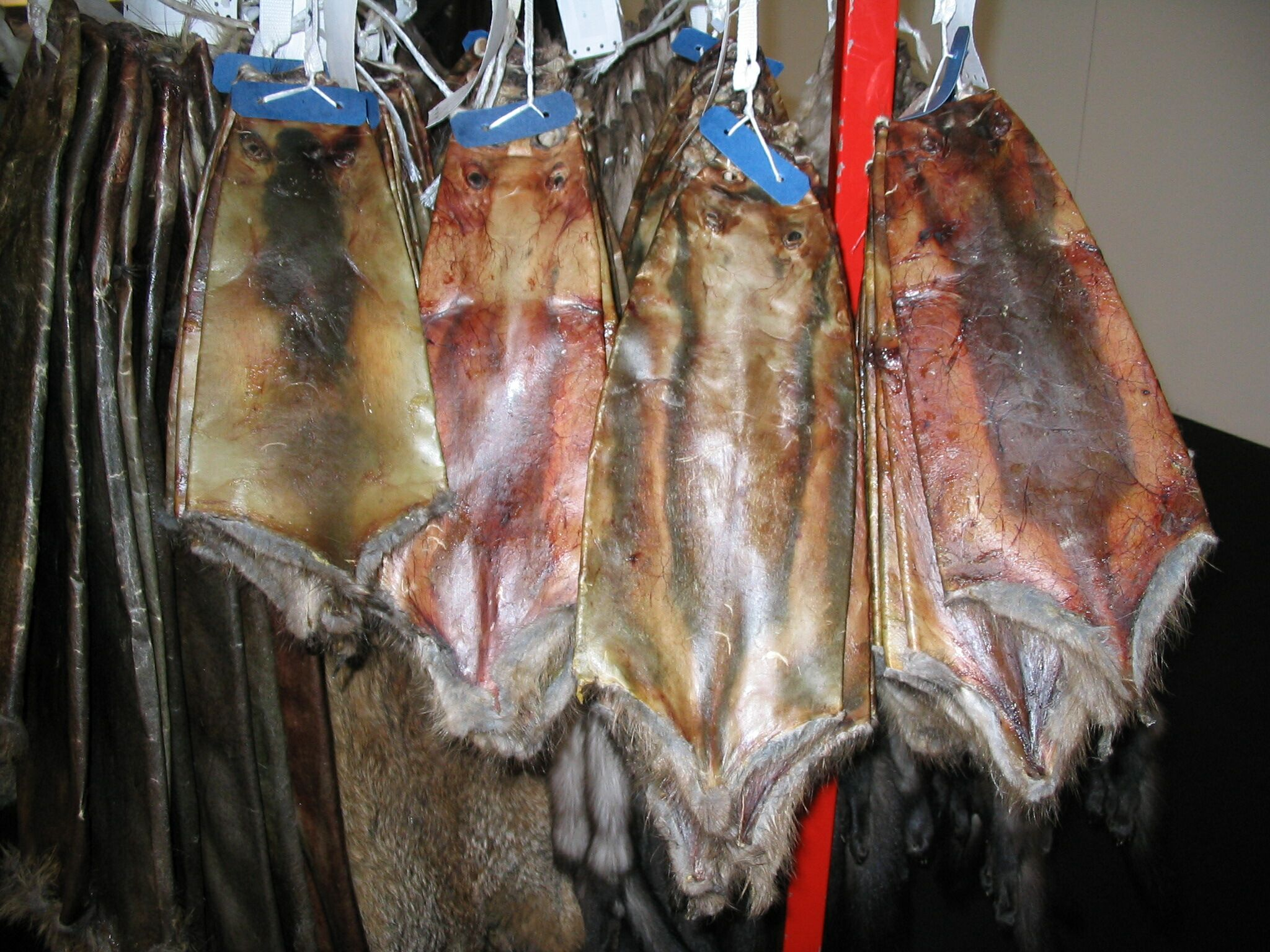
Bisam-Rohfelle
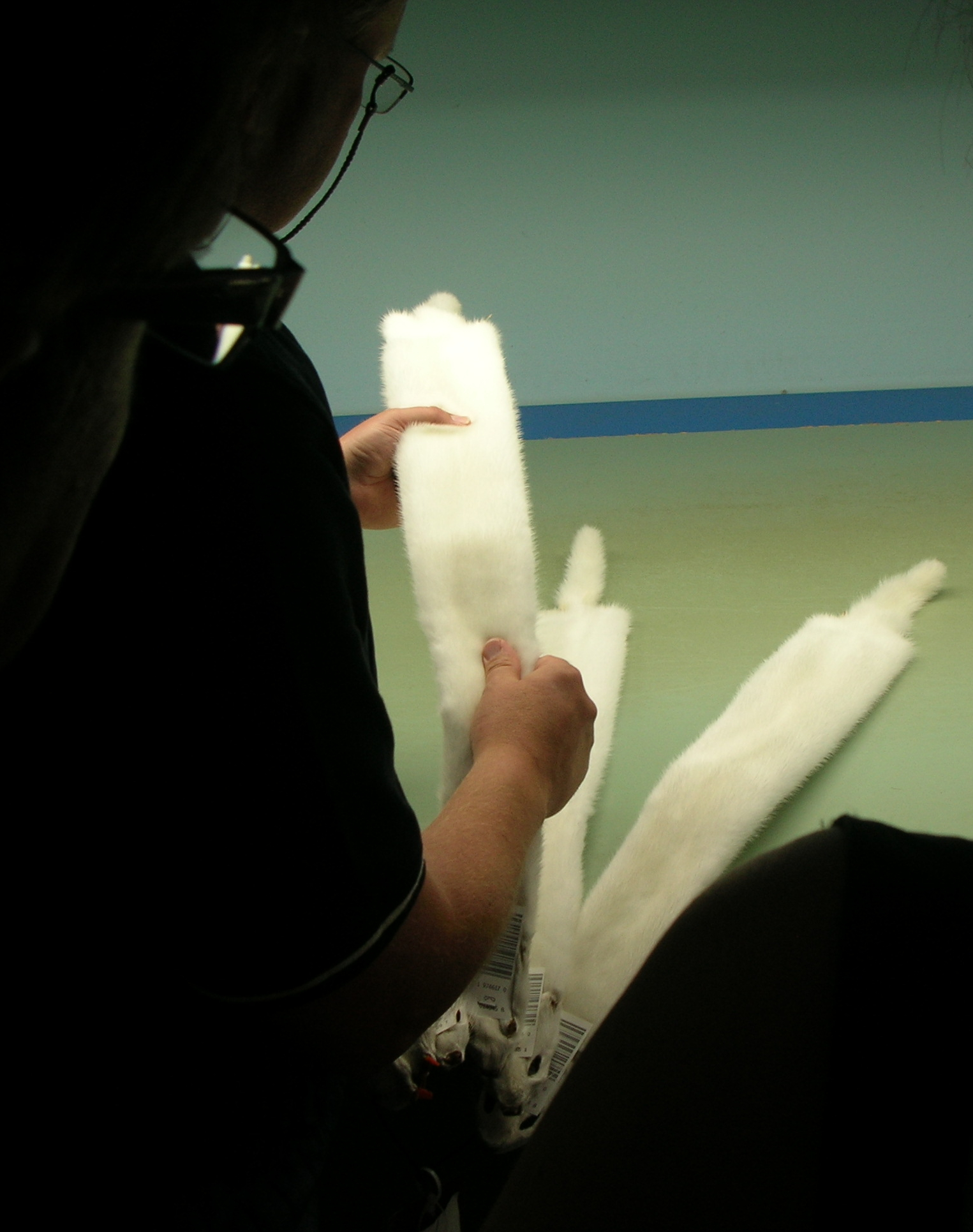
Rohnerze begutachten im Auktionshaus Kopenhagen Fur
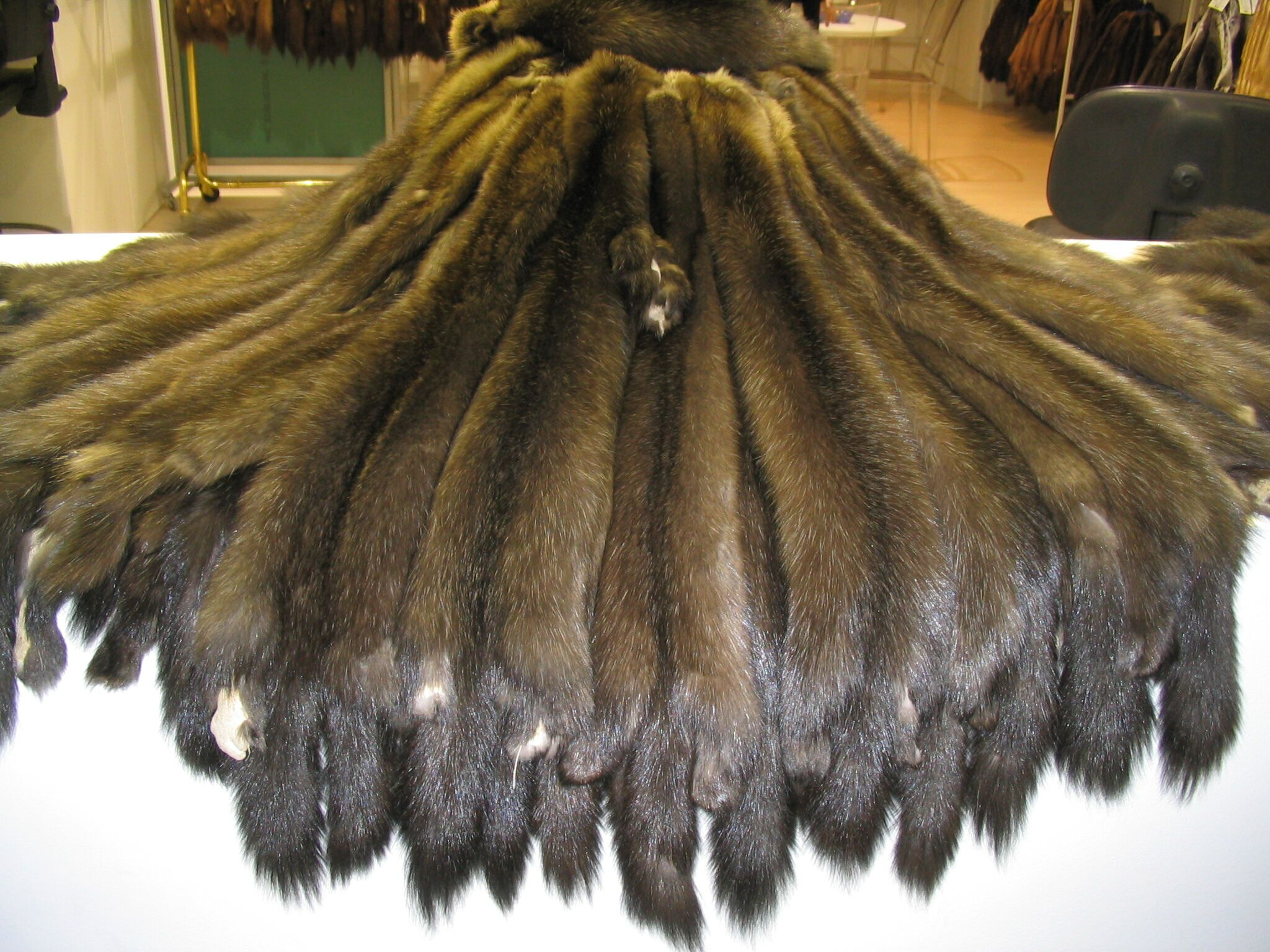
Kürschnersortiment feinster Zobelfelle